# Golden Apple Awards
Golden Apple Awards är ett filmpris som delas ut av Hollywood Women's Press Club.

## Golden Apple
Golden Apple, det gyllne äpplet, delas ut till en skådespelare som det under året varit lätt att arbeta med. Exempel på skådespelare som tilldelats priset är Barbara Stanwyck (1961,1983), Ann-Margret (1983) och John Wayne (1965).

## The Sour Apple
The Sour Apple, Det sura äpplet, delades ut till en skådespelare som det under året varit svårt att samarbeta med. Med den beskrivningen delades priset ut fram till 1967. Exempel på personer som tilldelades priset med denna beskrivning är Elvis Presley (1960,1966), Ann-Margret (1965), Natalie Wood (1966) och Frank Sinatra (1946, 1951 och 1974).
Beskrivningen har senare ändrats men innebörden har alltid varit negativ.